# Stephanie Merritt

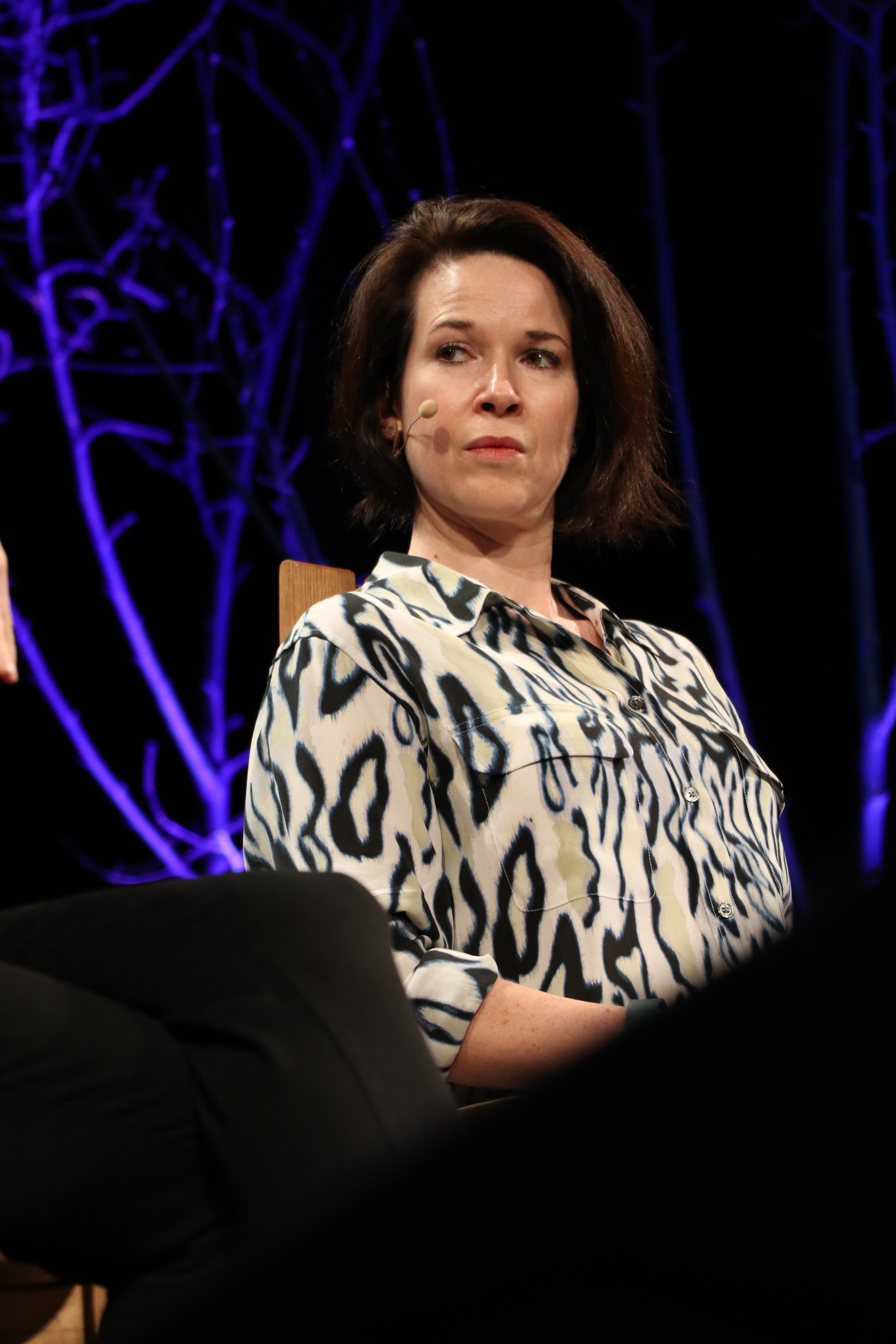
Stephanie Merritt beim Hay Festival 2016

Stephanie Jane Merritt (geboren 1974 in Surrey) ist eine britische Literaturkritikerin und Schriftstellerin. Sie schreibt auch unter dem Pseudonym S. J. Parris.

## Leben
Stephanie Merritt studierte Anglistik am Queens’ College der Cambridge University und graduierte im Jahr 1996. Seither arbeitet sie als Literaturkritikerin und schrieb unter anderem für den Observer, The Guardian, The Times, The Daily Telegraph, den New Statesman.
Unter dem Pseudonym S. J. Parris schrieb sie eine Serie von sieben Romanen, die auf dem Leben des italienischen Renaissance-Philosophen und Ketzers Giordano Bruno (1548–1600) beruhen. In ihrem 2008 erschienenen autobiographischen Buch The Devil Within schreibt sie von ihren Depressionen.
Merritt wurde verschiedentlich als Jurorin bei Literaturpreisen benannt, so beim Perrier Award. Sie moderiert Literatursendungen bei BBC Radio 4.

## Schriften (Auswahl)

### Stephanie Merritt
- Gaveston (2002)
- Real (2005)
- The Devil Within (2008)
- While You Sleep (2018)
  - Bevor es dunkel wird : Roman. Übersetzung Veronika Dünninger. München: Blanvalet, 2018
- Storm (2022)

### S. J. Parris
- Heresy (2010)
  - Ketzer : Roman. Übersetzung Nina Bader. München: Blanvalet, 2013
- Prophecy (2011)
  - Frevel : Roman. Übersetzung Nina Bader. München: Blanvalet, 2015
- Sacrilege (2012)
  - Das letzte Sakrileg : Roman. Übersetzung Nina Bader. München: Blanvalet, 2016
- Treachery (2014)
  - Das verbotene Evangelium : Roman. Übersetzung Nina Bader. München: Limes, 2017
- Conspiracy (2016)
- Execution (2020)
- Alchemy (2023)